# Suliman Dhul-Kadr
Suliman fou emir d'Elbistan de la dinastia Dhul-Kadr, fill i successor de Nasir al-Din Muhammad el 1442. A diferència dels seus antecessors el seu regnat fou pacífic. El 1449 el soldà otomà Murat II, buscant un aliat contra Karaman i els Qara Qoyunlu, va casar al seu fill Mehmet (el futur Mehmet II) amb una filla de Suliman, de nom Sitt Khatun. Un membre de la família, Fayyad Beg, germà de Suliman, va estar a punt d'ocupar el poder el 1454 però el sultà mameluc ho va impedir i va confirmar Sulayman, que va morir poc després, el mateix 1454 i el va succeir el seu fill gran Malik Arslan.